# Jacqueline Berenstein-Wavre
Jacqueline Berenstein-Wavre   (Merkwiller-Pechelbronn, 26 de desembre de 1921 - Ginebra, 22 de gener de 2021) fou una política socialista que va fer tota la seva carrera política a Ginebra (Suïssa), que lluità pels drets de les dones, la revaloració de les tasques domèstiques i per a la memòria obrera. El 2012, Jacqueline Berenstein-Wavre rebé un premi d'honor, el Premi «Femme exilée, femme engagée» («Dona exiliada, dona compromesa») de la ciutat de Ginebra, pel seu «recorregut de militant exemplar, marcat per la lluita contra les injustícies i les discriminacions».

## Biografia
Jacqueline Wavre és la menor de les quatre filles de Robert Wavre, enginyer, i d'Esther, amb cognom de soltera Montmollin, infermera; pare i mare eren procedents de Neuchâtel (Suïssa). Després d'una infantesa a Alsàcia i una adolescència viscuda en el context de la Segona Guerra Mundial, entre Neuchâtel (Suïssa) i Le Chambon-sur-Lignon (França), fa els seus estudis a Ginebra (obté un diploma a l'Institut d'Estudis Socials i després una llicenciatura en ciències socials a la Universitat). Treballa com a formadora de les aprenents venedores del Grand Passage, després com a treballadora no especialitzada (en 1945) a la fàbrica Tavaro, que fabricava les màquines a cosir de marca Elna. Més endavant ensenya a diverses escoles, on es preocupen en particular de la informació professional.
Jacqueline Berenstein-Wavre ha dedicat tota la seva vida a fer evolucionar la causa de les dones. Al 1950 s'adhereix al Partit Socialista i milita des de llavors per al sufragi femení, sofrint diversos fracassos fins que al 1960 les ginebrines accedeixen al dret al vot (aquest dret està adquirit a efectes suïssos al 1971). En aquesta època afirma: "Se'ns anomenava les sufragistes. Jo desfilava els diumenges davant del despatx de vot del Servette (barri de Ginebra) amb un esparadrap a la boca».
Forma part de les primeres dones que són escollides a nivell legislatiu a la Ciutat de Ginebra, a l'abril del 1963. És la primera dona a presidir el Consell de la Ciutat de Ginebra al 1968-1969, i s'hi queda fins a 1973, data en què és escollida pel Gran Consell del Cantó de Ginebra. Forma part del poder legislatiu cantonal durant quatre legislatures (1973-1989), presidint-lo al 1989.
Al 1970 es casa amb el socialista Alexandre Berenstein, professor de dret del treball i de les assegurances socials a la Universitat de Ginebra i jutge al Tribunal Federal (Lausana). Junts llancen la iniciativa federal que demana la inscripció de la igualtat dels drets entre homes i dones a la Constitució suïssa, què és acceptada pel poble al juny de 1981 (sota la forma d'un contra-projecte directe).
A nivell suís, Jacqueline Berenstein-Wavre presideix l'Aliança de Societat Femenina Suïssa (ASF) del 1975 al 1980 i forma part de la Comissió federal per a les qüestions femenines. Un altre dels seus combats polítics va ser la revaloració del treball familiar, sobretot amb la creació del Sindicat de les Persones Actives en la Llar (SPAF) i d'un Certificat Federal de Capacitat (CFC) de gestores en economia familiar.
Des del 1957 fins al novembre de 2012, participa en tots els canvis del diari feminista suís creat per Émilie Gourd el 1912 sota el títol El Moviment feminista (transformat en Dones suïsses, i després en la émiliE). AL 1977, decideix crear una agenda bilingüe francesa - alemanya, especialment destinada a les dones suïsses, l'Agenda de les dones - der Frauen.  Al 1984, crea i presideix la Fundació Émilie Gourd, que té com a objectiu animar i desenvolupar la informació sobre les qüestions femenines i feministes en la Suïssa francòfona.
Jacqueline Berenstein-Wavre és encara membre actiu d'associacions per a la pau (Femmes pour la paix, a Ginebra), presidenta del comitè d'honor del Geneva International Peace Research Institute (GIPRI), i presidenta de la Fondation du Collège du travail (1984-1998).

## Publicacions
- Ménagère aujourd'hui, Edicions Femmes suisses, 1974. Enquesta de 1.300 mestresses de casa de la Suïssa francòfona sobre el seu pressupost familiar.
- (amb Fabienne Bouvier i Martine Ouaknine-Berset) La maison des compétences pour la gestion de l'entreprise familiale, ed. Syndicat des personnes actives au foyer (SPAF), 2004 ISBN 2832102190
- La Maison des compétences: ce qu'on apprend en gérant une maison familiale, Slatkine, 2005, reedició de l'anterior (edició suïssa-alemanya 2005)
- Le Bâton dans la fourmilière: une vie pour plus d'égalité, entrevistes amb Fabienne Bouvier, Edicions Metropolis, 2005 ISBN 2883401578
- Martine Chaponnière, Silvia Ricci Lempen, Tu vois le genre? Débats féministes contemporains, pròleg de Jacqueline Berenstein-Wavre, Éditions d'En Bas, 2012, 204 p. ISBN 9782829004391